# Luigi Covatta
Luigi Covatta (Forio d'Ischia, 15 maggio 1943 – Roma, 18 aprile 2021) è stato un politico e giornalista italiano, più volte parlamentare e sottosegretario di Stato.

## Biografia
Da studente è stato segretario nazionale dell'Intesa, l'organizzazione che riuniva gli studenti di ispirazione cattolica. Da cattolico di sinistra si impegnò nelle elezioni politiche del 1972 nel Movimento Politico dei Lavoratori di Livio Labor. La lista non ottenne seggi e, con la maggior parte del partito, aderì al PSI.
Dal 1979 al 1994 è stato parlamentare per i socialisti, per una legislatura alla Camera e per tre consecutive al Senato. Da luglio 1986 è stato sottosegretario alla Pubblica istruzione nel Governo Craxi II, poi con lo stesso incarico nel governo Goria e nel governo De Mita, fino a luglio 1989. Ricoprì poi la carica di sottosegretario ai beni culturali nel governo Andreotti VI e nel governo Andreotti VII. Dal 1992 al 1994 è stato vicepresidente della Commissione parlamentare per le riforme istituzionali. Dal 1993 al 1994 è stato presidente della Commissione Lavoro del Senato.
Dopo la dissoluzione del PSI ha seguito Giuliano Amato e per le elezioni politiche del 1994 aderisce all'aggregazione di centro del Patto per l'Italia, per il quale è stato candidato al Senato nel collegio di Pozzuoli, senza tuttavia risultare eletto.
Dal 2000 al 2002 è presidente di Italia Lavoro. Successivamente è vice-presidente dell'associazione LibertàEguale.
Ha svolto anche un'intensa attività giornalistica collaborando a La Repubblica, Il Mattino, L'Italia, Avanti!, Relazioni sociali, Settegiorni, Mondoperaio, Corriere della Sera, Il Riformista e Le Ragioni del socialismo.
Dal 2009 è stato direttore politico del mensile Mondoperaio, rivista fondata da Pietro Nenni.

## Opere
- Menscevichi. I riformisti nella storia dell'Italia repubblicana, Marsilio Editori, 2005
- Diario della Repubblica, Diabasis, 2006
- La legge di Tocqueville. Come nacque e come morì la riforma della prima Repubblica italiana, Diabasis, 2007
- Agorà e società educante, Volta la Carta, 2020